# Günther Reger
Günther Reger (* 27. Juni 1951 in Heidenheim an der Brenz) ist ein deutscher interdisziplinärer Musiker (Saxophon, auch Gesang, Komposition) und Maler.

## Leben
Ab 1971 studierte Reger Malerei an der Hochschule der Künste Berlin bei Peter Janssen, Klaus Fußmann und Raimund Girke. Im Jahr 1986 erhielt er ein Stipendium der Kunststiftung Baden-Württemberg. Von 1992 bis 2005 war er Dozent an der Freien Kunstakademie Nürtingen sowie von 1992 bis 2005 Vorstand an der Fachhochschule für Kunsttherapie in Nürtingen. Darüber hinaus hatte er einen Lehrauftrag an der Hochschule für Kunst und Gesellschaft in Alfter bei Bonn.

## Künstlerisches Werk

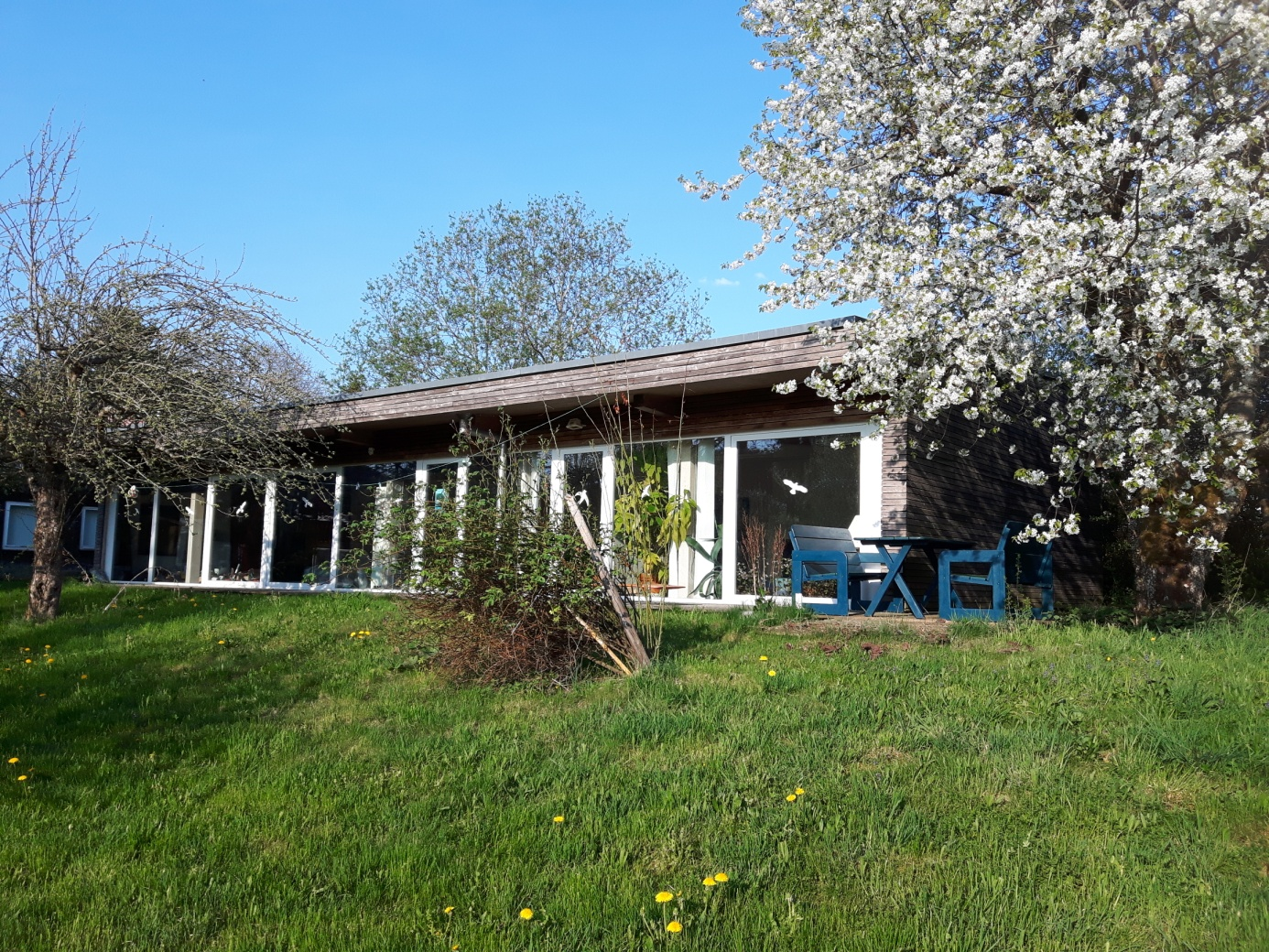
Atelierräume in Küpfendorf

Reger gehörte als Musiker zeitweilig zum Release Music Orchestra, mit dem er mit Rockjazz auf Festivals wie Umsonst und draußen (1977) und dem Montreux Jazz Festival (1979) auftrat und die Studioalben Beyond the Limit und News für Brain einspielte. In den 1980er Jahren arbeitete er mit Ingo Bischof und Wolfgang Fischer im Trio Tavil (Images of Trace and Rhythm). 1985 war er mit Kraan und Hellmut Hattler auf Tournee. Dann wurde er Mitglied der Folk-Jazz-Band Acoustic um  Wernher Pommerenke und Willi Geyer, mit der er an vier Alben für Label wie Mood Records und WERGO beteiligt war. Hinzu kamen die Musikperformance „Wakapi“ für das Goethe-Institut, Arbeiten für Multimediamesse in Stuttgart und 1990 eine Tournee mit Willy DeVille. Daneben ist er auch auf Alben von Carsten Bohn, Jasmine Bonnin, Frank Fischer und Guru Guru zu hören.
Die Kunsthistorikerin Petra Olschowski bezeichnete die Bilder Regers als zur Gruppe der „Projektionsarbeiten“ zugehörig, deren Arbeitsgrundlage zwei quadratische Leinwände sind, auf die ein von einem Projektor ausgehender Lichtstrahl so gelenkt wird, dass er auf eine der beiden Quadrathälften fällt. Nach der Kunstwissenschaftlerin und Professorin Marieluise Schaum verfolgt Reger das Ziel, Wahrnehmungswelten, Zeit und Erinnerung so eindrücklich wie möglich mit den Sprachmitteln der Kunst zu dokumentieren.
Reger unterhält seine Atelierräume in Küpfendorf bei Steinheim am Albuch.

## Auszeichnung
- 1984: Sonderpreis für zeitgenössische Musik, Senat Berlin für Tavil

## Tourneen, Festivalauftritte, Musikperformances
- 1979 Montreux Jazz Festival mit RMO Hamburg
- 1985 BRD-Tour mit Kraan
- 1988 Tournee in Ankara, Istanbul, Eskeschehir usw. über das Goethe-Institut mit Acoustic
- 1989 Tournee in der ehemaligen UdSSR mit Acoustic
- 1991 Tournee in Westafrika über das Goethe-Institut (10 Stationen – 10 Länder)
- 2000 Deutschlandtour mit Hubert Stytz und Willi Deville-Band
- 2012 Sprache-Musik-Eröffnungsperformances zur Ausstellung von Crista Gipser, Städtische Galerie Filderstadt Bonlanden
- 2013 Sprache-Musik-Eröffnungsperformances zur Ausstellung von Crista Gipser, Städtische Galerie Filderstadt Bonlanden
- 2013 Günther Reger/Galerie Zaiß zu Gast bei Ingo Hug Aalen, Musikperformances mit Eduard Chichosz
- 2014 „Das andere Krippenspiel“ 6 Theater-Musikperformances im Theaterhaus Stuttgart mit Werner Pommerenke, Andy Kemmer, Caspar und Gaja, Johannes dem Schweden und Brigitte Kohler
- 2017 Lichtkonzert Laurenz Theinert, Fried Dähn, Günther Reger im Kunstmuseum Heidenheim… „Reger Austausch“ mit den Seismographen[9]

## Ausstellungen
- 1984 Materialien, Elemente und Ideen, Berlinische Galerie
- 1987 Newport Museum und Art Gallery, England
- 1990 das gelbe Horn I, Landeskunstwochen Pforzheim
- 1990 das gelbe Horn II, Kunstmuseum Heidenheim
- 1995 Stadthaus Ulm, Richard-Meier-Bau (Einzelausstellung)
- 1997 Killesberg u. Multimediakongress im Neuen Schloss, Stuttgart
- 1999 "Das grosse Fenster" – Tageslichtarbeiten, WCM Heidenheim
- 2003 Städtische Galerie Filderstadt (Einzelausstellung)
- 2010 Inotrans, Messe Berlin mit der Firma Voith
- 2011 Ausstellung des Herbstsalon e.V. im Funkhaus des MDR Magdeburg[10]
- 2012 Salon der Kunstakademie Esslingen „Phasenkörper“[11]
- 2013 Galerie 13 Esslingen, große Rundform Bodenarbeit im Wechsellicht (interdisziplinäre Rauminstallation mit Rundform und Livesounds) Ausstellung Merzbau Kunstakademie Esslingen
- 2018 Museum of Contemporary Art Peking: Worlds meet each other Consulting[12][13]
- 2018 Kunstmuseum Heidenheim a. d. Brenz Einzelausstellung: Black Sun & Red[14]

## Veröffentlichungen
- Marieluise Schaum: Günther Reger : "Das große Fenster". Verl. Freie Kunsthochschule, Nürtingen 2001, ISBN 978-3-9806599-2-5, S. 44.
- Günther Reger: Günther Reger : diese Publikation erscheint anlässlich der Ausstellung im Stadthaus Ulm – Richard-Meier-Bau. Hrsg.: Stadthaus Ulm. Cantz, Ostfildern 1995, ISBN 978-3-89322-818-8.